# Spodnja Slivnica
Spodnja Slivnica is een plaats in Slovenië en maakt deel uit van de gemeente Grosuplje in de NUTS-3-regio Osrednjeslovenska. De plaats telde 589 inwoners op 1 januari 2020.